# Lubomír Průdek
Lubomír Průdek (* 30. prosince 1974) je bývalý český fotbalista.

## Hráčská kariéra
V československé a české lize hrál za FC Baník Ostrava a 1. FC Slovácko. Nastoupil celkem v 8 utkáních, aniž by skóroval.

### Ligová bilance
| Ročník                                      | Zápasy | Góly | Minuty | Klub                 |
| ------------------------------------------- | ------ | ---- | ------ | -------------------- |
| I. liga 1992/93                             | 1      | 0    | 22     | FC Baník Ostrava     |
| I. liga 1994/95                             | 1      | 0    | 56     | FC Baník Ostrava     |
| MSFL 1994/95                                | –      | 3    | –      | FC Baník Ostrava „B“ |
| II. liga 1994/95                            | –      | 1    | –      | FC Dipol Bohumín     |
| II. liga 1995/96                            | 27     | 3    | –      | SK Tatran Poštorná   |
| II. liga 1996/97                            | 27     | 2    | –      | SK Tatran Poštorná   |
| I. liga 2001/02                             | 6      | 0    | 94     | 1. FC Synot          |
| MSFL 2001/02                                | –      | 3    | –      | 1. FC Synot „B“      |
| II. liga 2001/02                            | 10     | 0    | –      | SK Baník Ratíškovice |
| MSFL 2002/03                                | –      | 3    | –      | SK Tatran Poštorná   |
| CELKEM I. LIGA                              | 8      | 0    | 172    |                      |
| CELKEM II. LIGA                             | –      | 6    | –      |                      |
| CELKEM MSFL – III. LIGA (od 1993/94 včetně) | –      | 9    | –      |                      |

### Nižší soutěže
Ve druhé nejvyšší soutěži odehrál na 60 utkání, vstřelil 6 branek.
V nižších soutěžích hrál za VTJ Kroměříž (základní vojenská služba), Baník Ratíškovice a Tatran Poštorná. Dále nastupoval za TJ Moravan Lednice (jaro 2003) a FK Mutěnice (jaro 2006), po definitivním návratu do vlasti (po sezoně 2010/11) hrál za TJ Sokol Zaječí a TJ Sokol Přítluky.

#### Rakousko
Hrál také nižší rakouské soutěže (1997–2001, 2003–2005, 2007–2011).
- (15.07.1997–18.05.2001): Untersiebenbrunn SC
- (25.07.2003–16.12.2005): Mistelbach FC
- (02.08.2007–28.01.2008): Ladendorf SC
- (29.01.2008–14.07.2008): Eggenburg SK
- (15.07.2008–14.07.2009): SC Admira Gföhl
- (15.07.2009–12.08.2011): SVU Langau